# Bacanius hemisphaeroides
Bacanius hemisphaeroides är en skalbaggsart som först beskrevs av Sylvain Auguste de Marseul 1879.  Bacanius hemisphaeroides ingår i släktet Bacanius och familjen stumpbaggar. Inga underarter finns listade i Catalogue of Life.